# Transactions of the American Mathematical Society
Transactions of the American Mathematical Society is een maandelijks wiskundig tijdschrift dat wordt gepubliceerd door de American Mathematical Society. Het tijdschrift startte in 1900. Het blad stelt als vereiste dat alle artikelen ten minste vijftien pagina's lang moeten zijn.